# Volkmarser Sagen

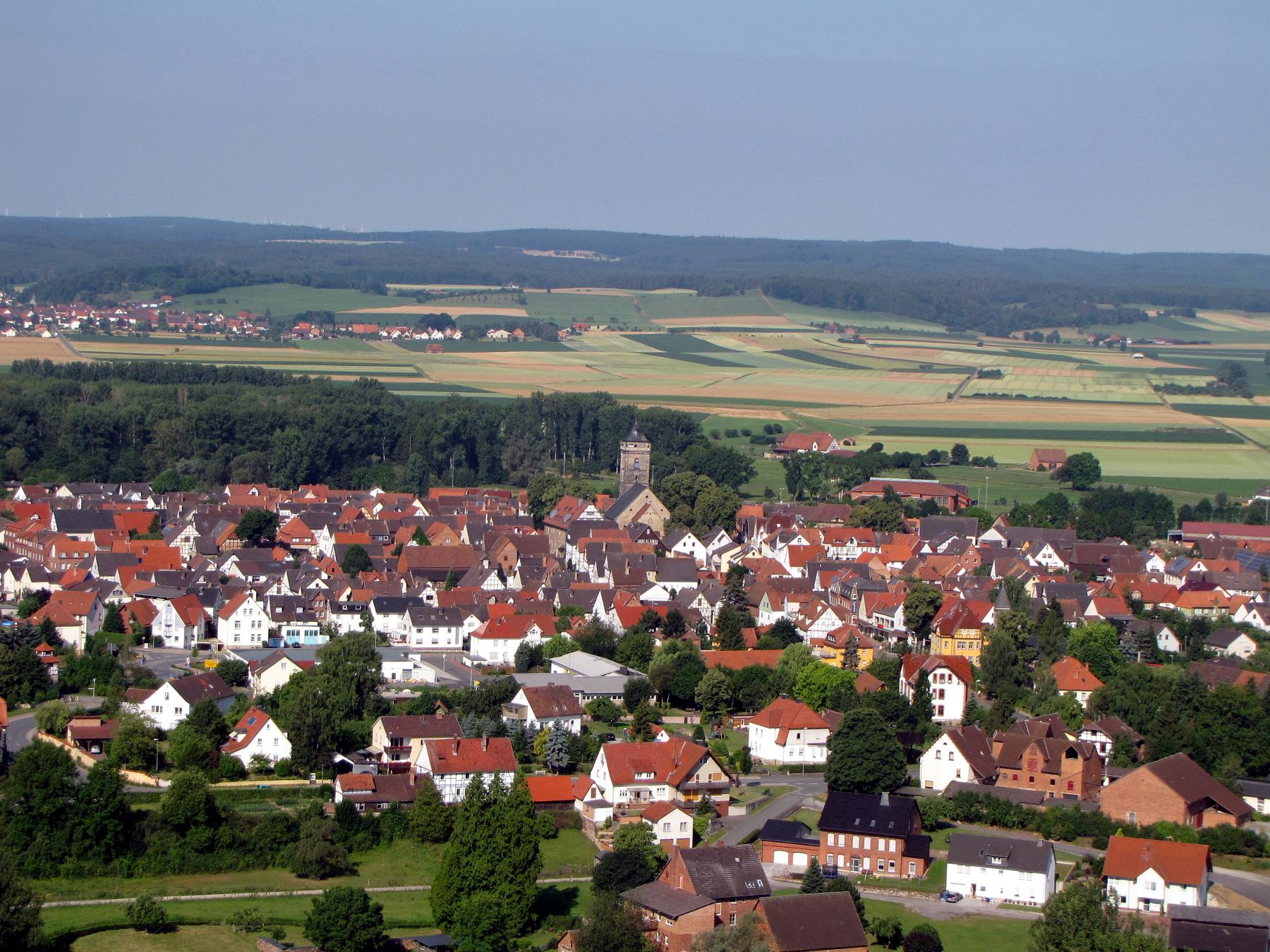
Volkmarsen, Blick von der Kugelsburg

Volkmarser Sagen sind volkstümliche Sagen und Legenden aus der Umgebung der nordhessischen Kleinstadt Volkmarsen.

## Die weiße Jungfrau von der Kugelsburg

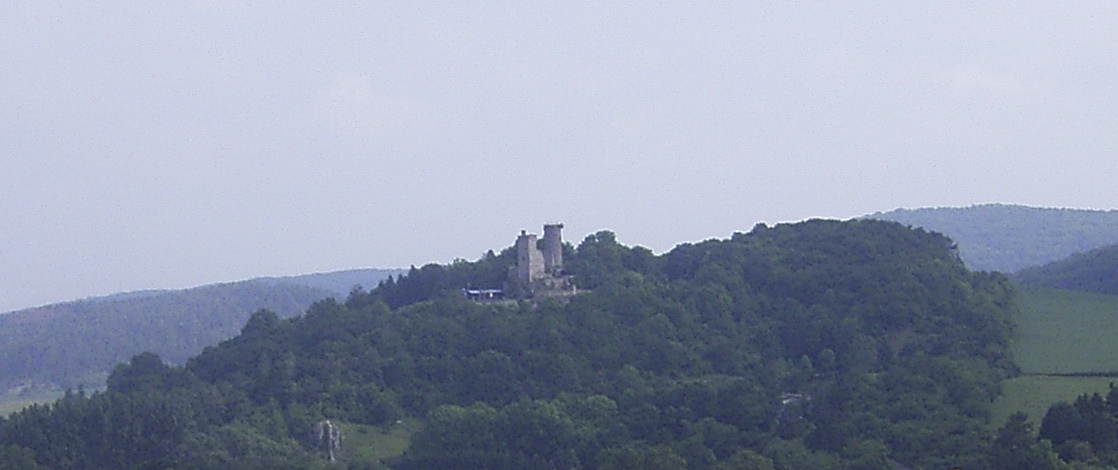
Die Kugelsburg

Eine Jungfrau, auf der Flucht vor Räubern, die sie vergewaltigen wollten, stürzte sich einst von höchsten Turm der Kugelsburg. Ihr Geist spukt nun auf der Burg bis zum Tag, an dem alles Böse aus der Welt verschwunden ist. Dann wird sie den Menschen die Schätze zeigen, die unter der Burg vergraben sind.

## Der drehende Felsen
Am Berg Hagen bei der Kugelsburg befindet sich ein mächtiger Kalkfelsen. So wie bei der Kreuzigung Jesu um die sechste Stunde ein Erdbeben entstand und die Felsen umstürzte, so dreht sich an jedem Karfreitag zur Mittagszeit dieser Felsen.

## Der Wittmarspuk

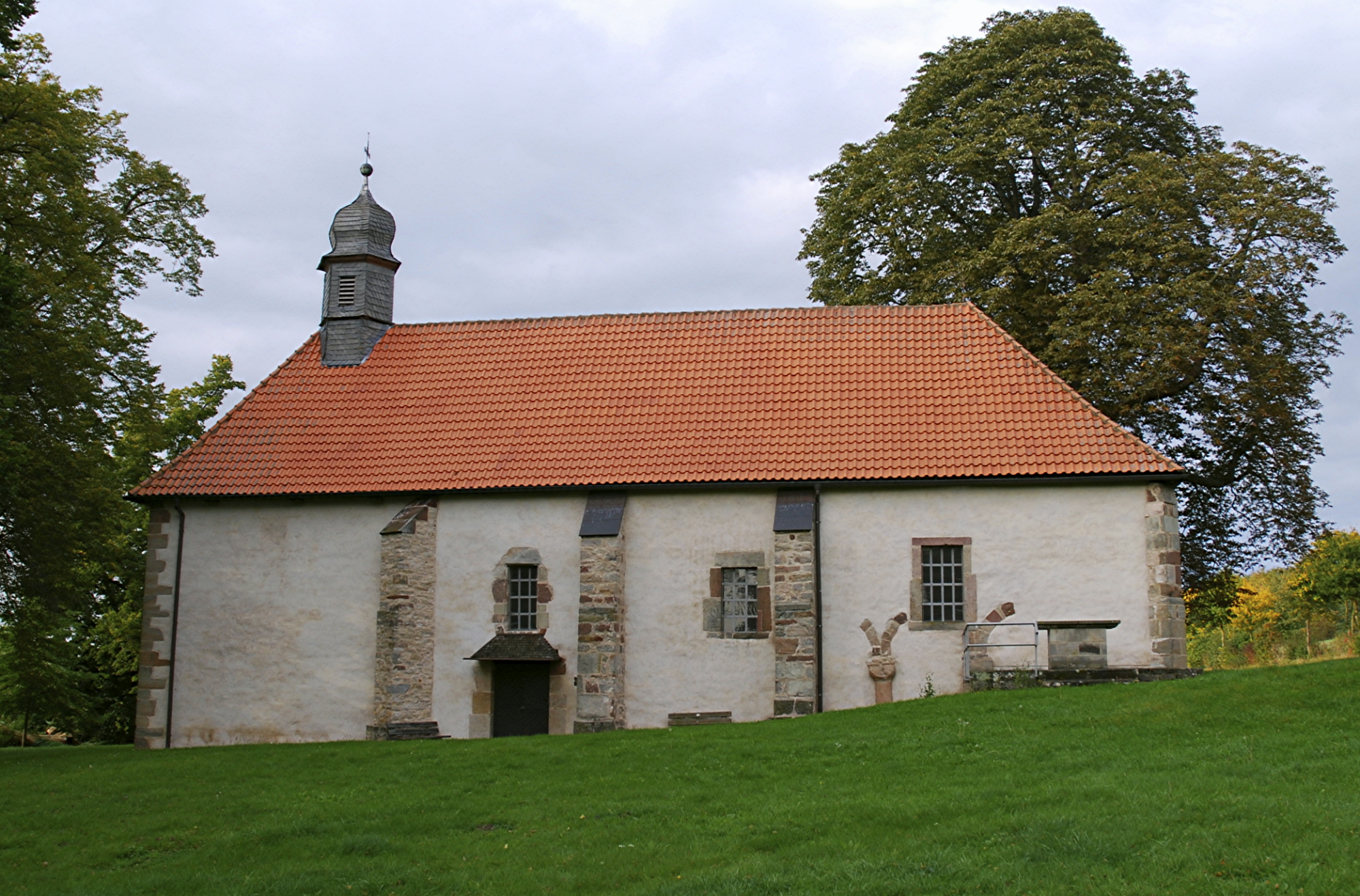
Die Wittmarkapelle

An der Straße von Volkmarsen nach Warburg befand sich früher gleich hinter Volkmarsen das Dorf Wittmar, von dem heute nur noch die Kirche (Wittmarkapelle) und der Friedhof geblieben sind. Um Mitternacht spukt hier der Teufel. Wer dann an der Kirche vorbei gehen will, kann sich anstrengen, wie er will, er kommt keinen Schritt voran.

## Der Hüne vom Hünenberg
Auf dem Hünenberg lebte früher ein Riese, der selbst ganz unglücklich über seine eigene Größe war. Die Tränen, die er weinte, wurden zu Kalksteinen, die man dort noch überall findet.

## Erlösung durch Niesen
Wer früher bei Nacht durch das Erpetal bei Volkmarsen wanderte, dem konnte es passieren, dass er ganz in seiner Nähe ein Niesen hörte, obwohl niemand da war. Eines Nachts geschah dies einem Fuhrmann. „Gesundheit“, rief er. Da flüsterte ihm eine Stimme ins Ohr: „Ich danke dir, dass du mich erlöst hast, denn ich war seit meinem Tode verdammt, die Felder zu durchstreifen, bis mir einer das Wort zurufen würde, das du eben ausgesprochen hast.“ Damit hörte der Spuk auf.

## Katten Kurt's Klippen

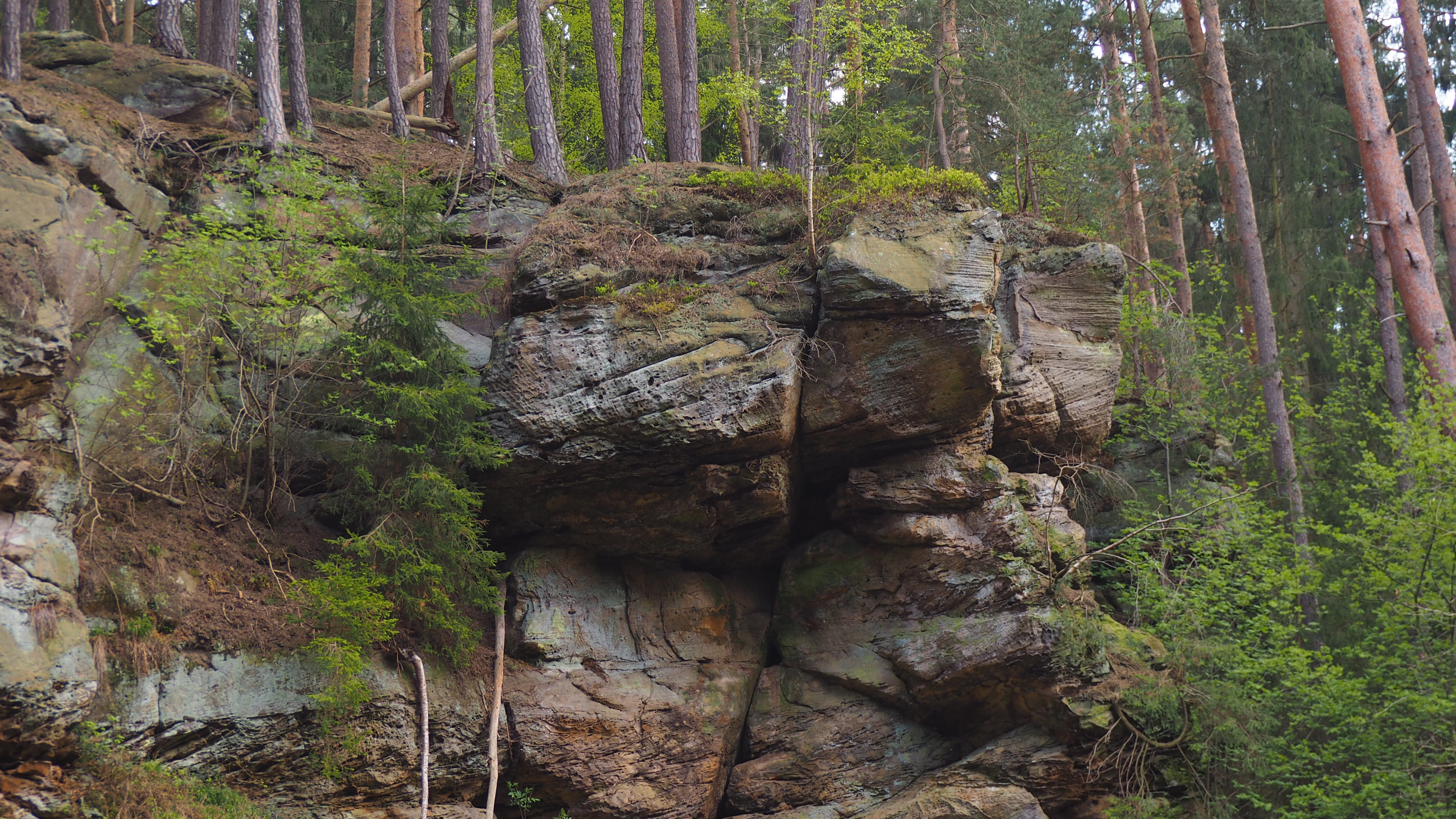
Felsformation Katte-Kurts-Klippe.

Wenn früher beim Weiden der Herde ein Tier verunglückte, so gehörte es dem Hirten. Dieses Recht nutzte der Volkmarser Gemeindehirte Kurt Katte für sich aus, indem er das Vieh der Bürger mit Vorliebe ganz nah an den steilen Klippen der Hollenkammer weiden ließ. Er legte es darauf an, dass Tiere abstürzten, die er dann für sich behalten konnte. Man überführte ihn und verbrannte ihn auf dem Scheiterhaufen. Seitdem werden die Klippen von allen nur Katten Kurt's Klippen genannt.

## Der Knecht und die Hollen

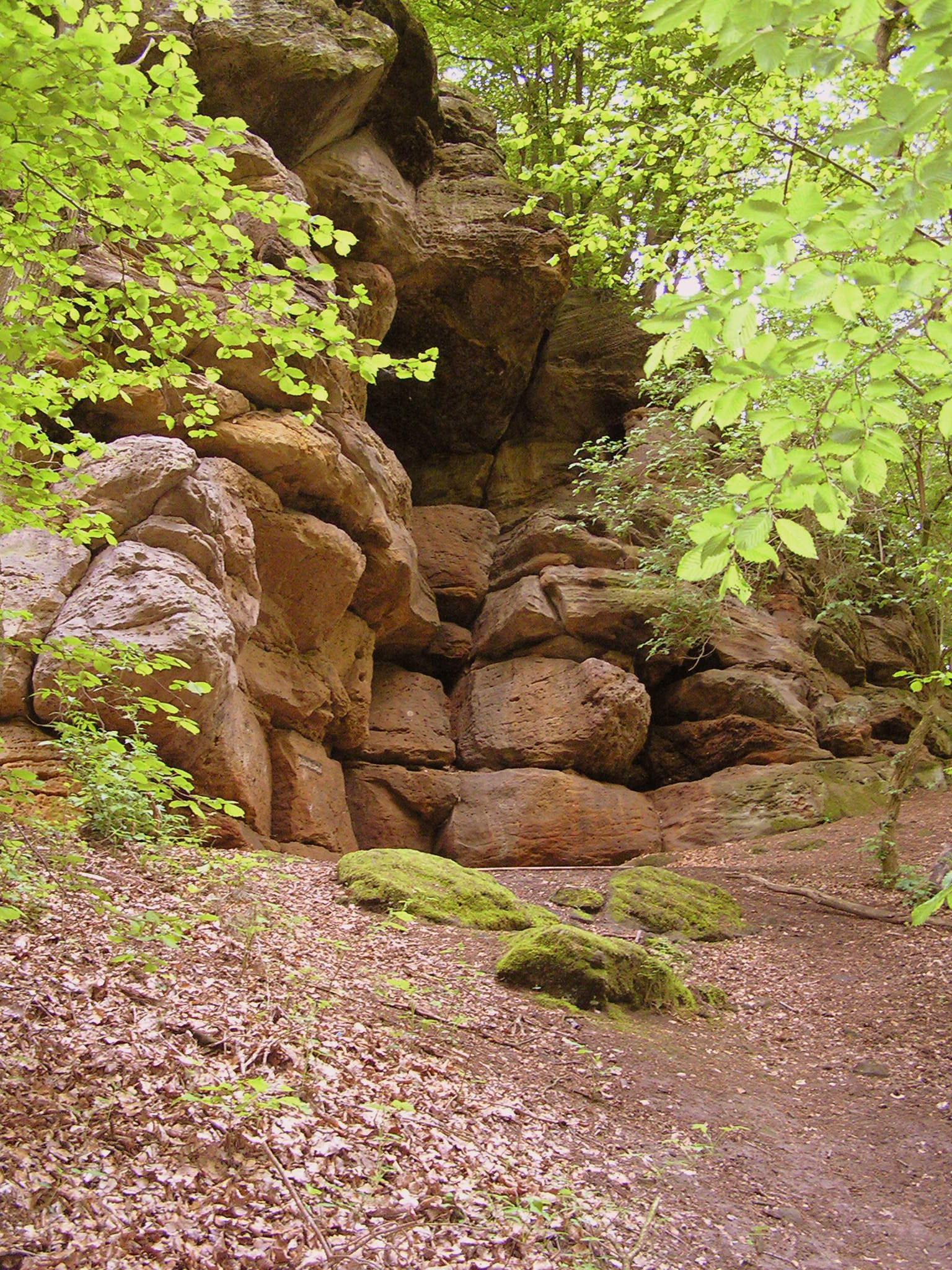
Die Hollenkammer

Ein Knecht aus Lütersheim bearbeitete einst ein Feld an der Hollenkammer. Er wusste, dass dort die Hollen leben und dass diese gerne Kuchen backen, die sie den Menschen als Pfand für geliehene Töpfe und Pfannen schenken. Hollen sind Kobolde, die gut zu den Menschen sind, aber auch sehr nachtragend sein können, wenn sie beleidigt werden. Als er nun ein Geräusch vernahm, rief er "Holle, back mir einen Kuchen!" Als er gewendet hatte und wieder zur gleichen Stelle zurückgekommen war, stand dort der fertig gebackene Kuchen. Der Knecht traute sich aber nicht, davon zu essen. Da hörte er eine Holle rufen: "Wenn du den Kuchen nicht nimmst, dann kratze ich dir die Augen aus!"

## Der untreue Ackermann
Zur Stadt Volkmarsen gehört heute auch das Dorf Ehringen. Dort lebte ein Bauer, der bei jedem Pflügen ein paar Furchen vom Land seiner Nachbarn für sich abpflügte und so auf Kosten der Nachbarn Jahr für Jahr den eigenen Besitz vergrößerte. Seit seinem Tod ist er dazu verdammt, allnächtlich über die Äcker zu wandern, die er so unrechtmäßig vergrößert hat.

## Die Höpperquelle
Im Volkmarser Ortsteil Hörle spielten einst Kinder an einer wasserreichen Quelle. Unbemerkt von den anderen fiel eins der Kinder ins Wasser und versank. Der in dem Gewässer lebende Höpper, also Frosch, warnte nun durch lautes Quaken, so dass das Kind gerettet werden konnte. Zum Dank setzten die Dorfbewohner ihm ein Denkmal und nannten die Quelle fortan Höpperquelle.